# 1451 Grano
1451 Grano је астероид главног астероидног појаса са средњом удаљеношћу од Сунца која износи 2,203 астрономских јединица (АЈ).
Апсолутна магнитуда астероида је 12,6 а геометријски албедо 0,138.